# Bàsquet Mallorca
El Bàsquet Mallorca (oficialment Club Bàsquet Mallorquí) fou un club de bàsquet de la ciutat d'Inca a Mallorca fundat el 2007 per la fusió del Club Bàsquet Inca i el Club Bàsquet Muro. Al 2013 es va dissoldre i van aparèixer dos clubs a Inca.

## Història
El club es creà el dia 12 de juny del 2008 gràcies a la fusió del Club Bàsquet Inca i del Club Bàsquet Muro. A causa dels greus problemes econòmics dels tres representants del basquet mallorquí el conseller Mateu Canyellas (Unió Mallorquina) va proposar la fusió dels tres clubs, els dos citats i Club Bàsquet Alcúdia, aquest últim va decidir no participar en aquesta fusió.
En aquesta la seva primera temporada Bàsquet Mallorca s'ha fixat la permanència de l'equip LEB or i intentar que els seus joves jugadors de l'equip EBA es foguegen davant jugadors majors i més veterans que ells, avui dia (27-12-2008) Joan Sastre i Miki Servera han estat convocats per la selecció espanyola sub18 per a jugar un torneig de preparació per al Campionat d'Europa del pròxim any.
El dia 5 de desembre el numero 1 del tennis, el mallorquí Rafa Nadal rep el carnet de soci d'honor del Basquetmallorca. El dia 15 de gener de 2009 Joan Llompart deixa la presidència del club per motius personals i és nomenat president Toni Ramis fins al moment responsable de l'àrea comercial del club.
El dia 17 de març Tyler Tiedeman patí una lesió durant l'entrenament produint-se un trencament en el tendó d'Aquil·les del seu peu dret, de la qual fou operat en la Clínica Palmaplanas.
El dia 25 de març de 2009 Joan Riguera deixa l'equip per a jugar cedit en el Club Baloncesto Estudiantes de la lliga ACB després de renovar per 3 temporades més. En la primera temporada en LEB Or el Bàsquet Mallorca es va classificar 15º.
El dia 5 de maig del 2009 Xavi Sastre renova el seu contracte com entrenador una temporada més. Per a la temporada 2009-2010 el Bàsquet Mallorca va contractar a Juan Domingo de la Cruz Fermanelli com a director esportiu. En la temporada 2009-2010 van ser baixa de l'equip Jason Keep, Tyler Tiedeman, Joan Sastre (Cajasol), Jan Orfila (La Palma) i Jason Blair (Burgos), així com el també junior jugador de l'equip EBA Miki Servera (Unicaja).
Les altes per a la present temporada són Llorenç Llompart (Palma Platja Park), Jeff Bonds (Gijón), Shaun Green (Utah Utes), José Amador (Vic) i Daniel Northern (Tennessee Tech).
L'equip va començar a jugar a LEB Or, però l'estiu del 2010 va ser relegat a LEB Plata perquè no va presentar tota la documentació a temps. En aquella temporada 2010-11, el Mallorca va ascendir a LEB Oro després de guanyar els playoffs finals al BC Andorra. En el darrer partit, el Mallorca va guanyar 67–66 després que Andreu Matalí fallés en dos tirs lliures amb només un segon per acabar.
El 2012, el club va renunciar a jugar qualsevol competició i va anunciar que probablement es dissoldria, però el setembre de 2012 la Federació Espanyola de Bàsquet finalment el va convidar a unir-se a la Lliga EBA.
Al final de la temporada, el Bàsquet Mallorca es va dissoldre i van aparèixer dos nous clubs a Inca per substituir-lo: l'antic equip LEB Oro es va tornar a fundar el Club Bàsquet Inca i l'equip juvenil es va separar del club principal per crear el nou Bàsquet Ciutat d'Inca.

## Trajectòria
Bàsquet Inca
- 88/89: 2a Provincial
- 89/90: 2a Provincial - Ascens
- 90/91: 1a Provincial - Ascens
- 91/92: 1a Autonòmica
- 92/93: 1a Autonòmica - Ascens
- 93/94: 2a Divisió
- 94/95: 2a Divisió - Ascens
- 95/96: Lliga EBA - 4t lloc Conf. Est
- 96/97: Lliga LEB - 10è lloc

- 06/07: Lliga LEB
- 07/08: Lliga LEB Oro

Bàsquet Mallorca
- 08/09: Lliga LEB Oro - 15è lloc
- 09/10: Lliga LEB Oro - 12è lloc - No va jugar a LEB Oro per problemes administratius. El Grup Iruña Navarra va ocupar la seva posició.
- 10/11: Lliga LEB Plata - 2n lloc
- 11/12: Lliga LEB Oro - 13è lloc
- 12/13: Lliga EBA - 13è lloc

## Filial[5]
- 08/09: Lliga EBA - 8è lloc
- 09/10: Lliga EBA - 14è lloc -
- 10/11: Lliga EBA - 14è lloc
- 11/12: 1a Div.

## Nom del patrocini
El Bàsquet Mallorca va tenir denominacions al llarg dels anys a causa del seu patrocini:
- Iberostar Mallorca Bàsquet: 2011 (només durant els playoffs de promoció de LEB Plata)
- Logitravel Básquet Mallorca: 2011–12
- WifiBaleares Mallorca Bàsquet: 2012–2013